# NEXUS

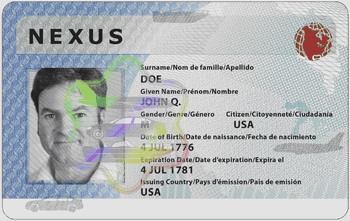
NEXUS卡的样卡

NEXUS是美国、加拿大联合运作的一种快速入境通关计划，可以让预先通过审查的低风险旅客在入境美国或加拿大时，在机场、港口或陆路口岸享受快速通道。符合条件的NEXUS计划参与者在美加机场还能享受快速安检服务。其证件俗称芳邻卡，符合真实身份（REAL ID）要求，在两国机场均被接受作为合法登机证件。NEXUS是美国国土安全部受信任旅客计划的一部分。

## 申请
以下列出的人员，如果符合条件，可以申请加入NEXUS受信任旅客计划：
| - 美国公民（美国护照持有者）、永久居民（绿卡持有者） - 加拿大公民（加拿大护照持有者）、永久居民（枫叶卡持有者，其中持有非美国免签国护照的加拿大永久居民必须有美国的非移民签证） - 墨西哥公民（墨西哥护照持有者，且必须已经是“可信赖旅客”（）会员） |

在通过背景审查和面试之后，即可获寄卡片，上网激活后即可在入境或登机安检时使用。通常申请者需要在申请前在美加其中一国住满三年时间。目前这一规定对两国部分公民已经取消，以便让居住在海外的美、加公民回国之后能立即申请参与NEXUS计划。但是两国的永久居民仍然需要在两国之一合法居住三年后方可提交申请。
申请者只能通过美国海关及边境保卫局的网站提交申请，申请费用为120美元，而且沒有加幣選項，而在2024年10月1日前為50美元。申请者需要提供护照或签证資料，以保证能合法进入这两个国家。申请者还要在申请系统里填写过去五年居住地址以及工作資訊。如果申请者年龄不足18岁，可以豁免申请费，不过其父母必须提交书面文件认可申请。
收到申请材料后，美国国土安全部会审查申请者的国籍和移民身份，并在美国和加拿大分别对申请者进行背景调查，检查申请者是否有犯罪记录或与恐怖主义组织有关。通过初步筛选的申请者会收到面谈邀请，前往预约的机构接受美国海关及边境保卫局和加拿大边境服务局官员的面试。申请得到批准后，申请者会在不久之后收到邮寄的NEXUS卡片。该卡自申请者收到卡片之后的那个生日开始，有效期为5年。换新卡通常需要在旧卡失效前6个月时进行，申请者可能需要再次进行类似的面试，官员会决定持卡人是否还符合NEXUS的条件。

## 使用

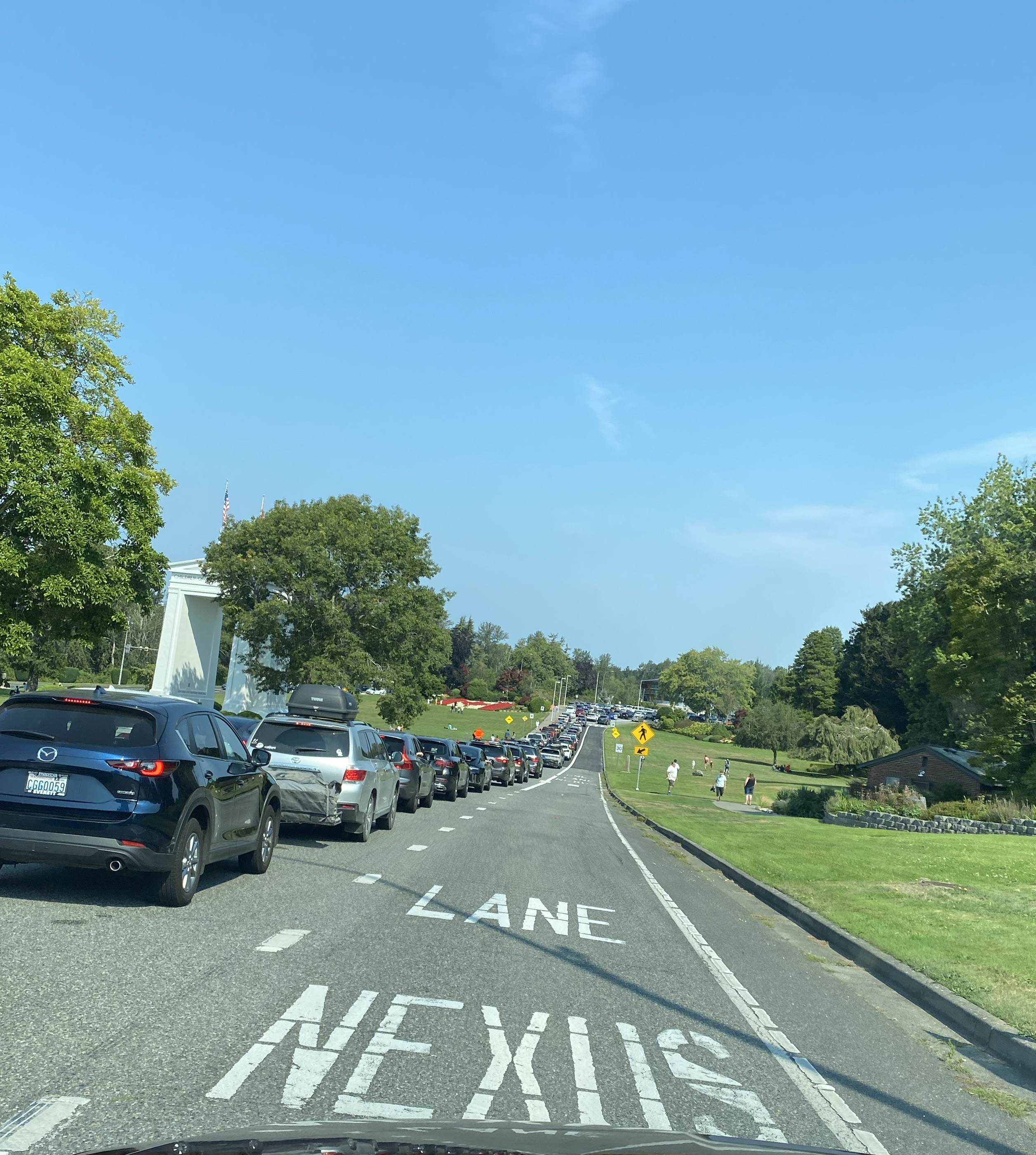
和平拱门边境口岸进入加拿大方向的NEXUS车道

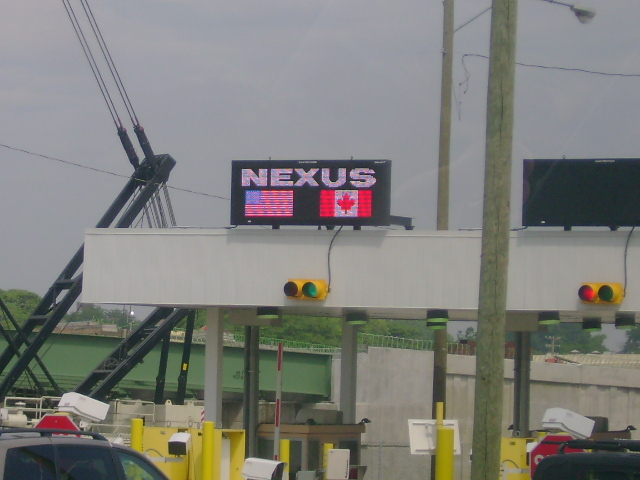
大使桥（位于密歇根州、安大略省之间）口岸的NEXUS车道

NEXUS卡是符合西半球旅行计划的旅行文件，可以被旅行者用作替代护照的证件通过已安装相关设备的美国或加拿大机场、陆路口岸入境美国或加拿大。如果持卡是两国永久居民，则必须携带护照以备查验。

### 陆路口岸
NEXUS计划参与者可使用美加边境陆路口岸的专用车道过境。大多数参与NEXUS项目的美加陆路边境口岸一般都至少有一条专门为NEXUS计划参与者保留的快速通道。专用通道设有NEXUS读卡器，可以识别旅客身份。在陆路口岸，如果车辆上所有乘客（包括儿童）均为NEXUS计划参与者，并且车辆上未装载需要特殊报关手续的货物，这辆车方可以使用专用的NEXUS车道。NEXUS计划参与者通常可以比一般旅客在通过边境时花费更少的时间。不过仍然有可能接受常规的移民和海关检查，甚至被要求接受更仔细的二次检查（secondary screening）。全球入境（Global Entry）计划的成员可以使用他们的卡片使用进入美国的快速通道，但不能使用进入加拿大的快速通道。

### 港口
NEXUS计划参与者驾驶私人船舶穿越美加边境时，只需要通过电话在抵达前向美国海关和边境保护局或加拿大边境服务局进行申报。

### 机场

#### 从加拿大机场入境加拿大
NEXUS计划参与者搭乘飞机抵达加拿大机场时，可以使用加拿大海关的NEXUS自助设备入境加拿大。自助设备将读取NEXUS卡信息，采集旅客虹膜数据，并于数据库进行对比。如果虹膜尚未在最初面试时录入加拿大边境服务局的数据库，则旅行者第一次使用NEXUS卡抵达时，需要前往指定的柜台和官员进行简短面谈，并录入虹膜数据。

#### 从加拿大机场入境美国
当旅客从加拿大机场出发前往美国，则可以使用加拿大机场美國境外預先清關区域的全球入境（Global Entry）自助设备扫描面部（2021年前曾需要扫描护照、绿卡或NEXUS卡）完成美国入境手续。需要注意的是，加拿大机场美国境外预先清关的通道常被标记为“NEXUS通道”，但安装的自助设备和美国境内机场的全球入境设备没有区别。
以下加拿大境内的机场为NEXUS计划参与者提供进入加拿大、预先清关美国的双向快速通关服务：
- 比利·畢曉普多倫多市機場
- 卡尔加里国际机场
- 埃德蒙顿国际机场
- 哈利法克斯罗伯特·洛恩·斯坦菲尔德国际机场
- 蒙特利尔皮埃尔·埃利奥特·特鲁多国际机场
- 渥太华麦克唐纳－卡蒂埃国际机场
- 多倫多皮爾遜國際機場
- 溫哥華國際機場
- 温尼伯詹姆斯·阿姆斯特朗·理查森国际机场

#### 从美国或其他非加拿大机场入境美国
当NEXUS持卡人在美国机场，或其他非加拿大、但拥有美國境外預先清關的机场入境美国时，他们可以使用这机场的全球入境通道扫描面部（2021年前曾需要扫描护照、绿卡）完成美国入境手续。

### 机场快速安检

#### 美国机场
拥有美国公民、加拿大公民或美国永久居民身份的NEXUS计划参与者在美国机场搭乘航班时，可以使用运输安全管理局提供的TSA PreCheck快速安检服务，旅客可以使用专门的快速安检通道，并无需脱鞋或取出笔记本电脑等。

#### 加拿大机场
NEXUS计划参与者在加拿大机场可以享受加速安检的待遇，而不需要和普通旅行者一起排队接受常规的安检。

## 法律效力
NEXUS卡是美国国土安全部受信任旅客计划定义的证件，符合《真实身份法案》要求，可以单独用来作为旅行证件。大多数时候，持NEXUS卡的美国或加拿大公民都可以在不携带护照的情况下顺利通过边境，但是机场、边境口岸的官员仍然保留进行二次检查、检查护照或其他旅行证件的权力。不具有美国或加拿大国籍的NEXUS计划参与者（如美国永久居民和加拿大永久居民）在旅行时需要携带他们的护照以及永久居民证件（绿卡或枫叶卡）。NEXUS卡在其他场合（例如银行开户），或者在其他国家不一定被接受作为合法身份证件。